# 薩摩川内都市圏
薩摩川内都市圏（さつませんだいとしけん）は、鹿児島県薩摩川内市を中心とする都市圏である。

## 都市雇用圏（10% 通勤圏）
金本良嗣・徳岡一幸によって提案された都市圏。細かい定義等は都市雇用圏に則する。一般的な都市圏の定義については都市圏を参照のこと。
- 10% 通勤圏に入っていない町村は、各統計年の欄で灰色かつ「-」で示す。

| 自治体 ('80) | 1980年                  | 1990年                  | 2000年                 | 2005年                     | 2010年                     | 2015年                     | 自治体 （現在） |
| ------------ | ----------------------- | ----------------------- | ---------------------- | -------------------------- | -------------------------- | -------------------------- | --------------- |
| 串木野市     | 串木野 都市圏 3万8377人 | 串木野 都市圏 3万6774人 | 川内 都市圏 12万7871人 | 薩摩川内 都市圏 16万1051人 | 薩摩川内 都市圏 15万4842人 | 薩摩川内 都市圏 14万7758人 | いちき串木野市  |
| 市来町       | 串木野 都市圏 3万8377人 | 串木野 都市圏 3万6774人 | 川内 都市圏 12万7871人 | 薩摩川内 都市圏 16万1051人 | 薩摩川内 都市圏 15万4842人 | 薩摩川内 都市圏 14万7758人 | いちき串木野市  |
| 川内市       | 川内 都市圏 8万0370人   | 川内 都市圏 8万6238人   | 川内 都市圏 12万7871人 | 薩摩川内 都市圏 16万1051人 | 薩摩川内 都市圏 15万4842人 | 薩摩川内 都市圏 14万7758人 | 薩摩川内市      |
| 樋脇町       | 川内 都市圏 8万0370人   | 川内 都市圏 8万6238人   | 川内 都市圏 12万7871人 | 薩摩川内 都市圏 16万1051人 | 薩摩川内 都市圏 15万4842人 | 薩摩川内 都市圏 14万7758人 | 薩摩川内市      |
| 東郷町       | 川内 都市圏 8万0370人   | 川内 都市圏 8万6238人   | 川内 都市圏 12万7871人 | 薩摩川内 都市圏 16万1051人 | 薩摩川内 都市圏 15万4842人 | 薩摩川内 都市圏 14万7758人 | 薩摩川内市      |
| 入来町       | -                       | -                       | 川内 都市圏 12万7871人 | 薩摩川内 都市圏 16万1051人 | 薩摩川内 都市圏 15万4842人 | 薩摩川内 都市圏 14万7758人 | 薩摩川内市      |
| 祁答院町     | -                       | -                       | -                      | 薩摩川内 都市圏 16万1051人 | 薩摩川内 都市圏 15万4842人 | 薩摩川内 都市圏 14万7758人 | 薩摩川内市      |
| 上甑村       | -                       | -                       | -                      | 薩摩川内 都市圏 16万1051人 | 薩摩川内 都市圏 15万4842人 | 薩摩川内 都市圏 14万7758人 | 薩摩川内市      |
| 下甑村       | -                       | -                       | -                      | 薩摩川内 都市圏 16万1051人 | 薩摩川内 都市圏 15万4842人 | 薩摩川内 都市圏 14万7758人 | 薩摩川内市      |
| 里村         | -                       | -                       | -                      | 薩摩川内 都市圏 16万1051人 | 薩摩川内 都市圏 15万4842人 | 薩摩川内 都市圏 14万7758人 | 薩摩川内市      |
| 鹿島村       | -                       | -                       | -                      | 薩摩川内 都市圏 16万1051人 | 薩摩川内 都市圏 15万4842人 | 薩摩川内 都市圏 14万7758人 | 薩摩川内市      |
| 宮之城町     | -                       | -                       | -                      | 薩摩川内 都市圏 16万1051人 | 薩摩川内 都市圏 15万4842人 | 薩摩川内 都市圏 14万7758人 | さつま町        |
| 鶴田町       | -                       | -                       | -                      | 薩摩川内 都市圏 16万1051人 | 薩摩川内 都市圏 15万4842人 | 薩摩川内 都市圏 14万7758人 | さつま町        |
| 薩摩町       | -                       | -                       | -                      | 薩摩川内 都市圏 16万1051人 | 薩摩川内 都市圏 15万4842人 | 薩摩川内 都市圏 14万7758人 | さつま町        |

- 2004年10月12日 - 川内市・薩摩郡樋脇町・入来町・東郷町・祁答院町・里村・上甑村・下甑村・鹿島村が合併し、薩摩川内市が発足。
- 2005年3月22日 - 薩摩郡宮之城町・鶴田町・薩摩町が合併し、さつま町が発足。
- 2005年10月11日 - 串木野市・日置郡市来町が合併し、いちき串木野市が発足。